# سیارک ۵۰۸۱
سیارک ۵۰۸۱ (به انگلیسی: 5081 Sanguin، نامگذاری:1976WC1) پنج هزار و هشتاد و یکمین سیارک کشف شده‌است که در ۱۸ نوامبر ۱۹۷۶ کشف شد.
قدر مطلق سیارک برابر ۱۴.۱ است.